# إبراهيم غالي
إبراهيم غالي هو سياسي صحراوي، يشغل منصب الأمين العام لجبهة البوليساريو منذ 9 يوليو 2016، خلفاً لمحمد عبد العزيز. كما كان بالسابق مسؤول شؤون الأمن والدفاع بجبهة البوليساريو، وكان سفير الصحراء الغربية بإسبانيا والجزائر وهو من مؤيدي استقلال الصحراء عن المغرب باستعمال كل الوسائل الممكنة.

## تاريخ
في أبريل 2021، أصدرت وزارة الشؤون الخارجية والتعاون الإفريقي والمغاربة المقيمين بالخارج بالمغرب بلاغاً تُعرب فيه عن أسفها لموقف إسبانيا التي قامت باستضافة إبراهيم غالي، والذي دخل لإسبانيا باسم آخر وبجواز سفر مزور، وهو متهم بارتكاب جرائم حرب خطيرة وانتهاكات جسيمة لحقوق الإنسان. كما تم استدعاء السفير الإسباني بالرباط لإبلاغه بهذا الموقف وطلب التفسيرات اللازمة بشأن موقف حكومته.

## مذكرة إعتقال
يعتبر إبراهيم غالي أحد المطلوبين لدى المحكمة المختصة في جرائم التعذيب والاغتصاب والاعتقال القصري والخطف بإسبانيا وذلك بعد صدور مذكرة اعتقال دولية من قبل القضاء الإسباني في حقه، ووجه المستشارون القانونيون للمنظمة الحقوقية الدولية مذكرات عاجلة إلى مختلف الهيئات القضائية
والدوائر السياسية العليا بإسبانيا تذكر فيها بأن إبراهيم غالي شخص مطلوب لدى العدالة الاسبانية.